# Горен Ливан
Планина Ливан е губернаторство (мухафаза) в Ливан с площ 1968 км2 и население 1 802 238 души (по приблизителна оценка от декември 2017 г.). Административен център е град Баабда.